# Lürrip
Lürrip ist ein Ortsteil der kreisfreien Großstadt Mönchengladbach in Nordrhein-Westfalen. Lürrip liegt im Stadtbezirk Ost und zählt rund 9000 Einwohner.

## Lage
Lürrip grenzt im Norden an Uedding, im Osten verläuft, parallel zur Niers, die Mönchengladbacher Stadtgrenze zu Korschenbroich. Im Süden grenzt der Stadtteil an Bungt sowie Hardterbroich-Pesch und im Westen an Eicken.

## Geschichte
1789 gehörte Lürrip zur Bürgermeisterei Oberniedergeburth, nachdem die französische Besatzung im Kanton Neersen fünf Mairien gebildet hatte. 1836 wurden Teile Lürrips der Bürgermeisterei Gladbach zugeordnet, die restlichen Gebiete Lürrips wurden der Bürgermeisterei Neuwerk zugeordnet. Im Jahr 1921 wurde auch Neuwerk der Stadt M.-Gladbach zugeordnet.
Der ehemalige Luftschutzbunker in der Neusser Straße wurde von 1941 bis 1943 erbaut. Im Jahr 2003 wurde er in die Liste der denkmalgeschützten Gebäude aufgenommen. Im Zweiten Weltkrieg sicherte er vielen Lürripern das Leben und dient seit der Nachkriegszeit als Wohnraum.
Lürrip gehörte neben Hardterbroich-Pesch und Bungt zum Stadtbezirk Mönchengladbach-Volksgarten. Heute gehört Lürrip zum Stadtbezirk Ost.
Bislang ist in Lürrip kein Stolperstein verlegt.

## Religion
1861 bekam Lürrip wegen der Größe der Gladbacher Pfarrei eine eigene Pfarrkirche. St. Maria Empfängnis existiert bis heute im Zentrum Lürrips. Im August 1867 durfte die Pfarre eigenständig werden, nachdem Preußenkönig Wilhelm die Genehmigung erteilt hatte. Noch heute versucht die Pfarre, Mittelpunkt des Ortsteils zu sein. So hat die Pfarre ein Flüchtlingscafe ins Leben gerufen und ist Gastgeber für die polnische Gemeinde. 2019 wurden Missbrauchsvorwürfe gegen Pfarrer Norbert K. publik. Die Staatsanwaltschaft Aachen erhob Anklage, Norbert K. wurde sofort freigestellt. Der Pfarrer war bislang verantwortlich für die „Gemeinschaft der Gemeinden Ost“ in Hermges, Hardterbroich und Lürrip.

## Sehenswürdigkeiten und Freizeit

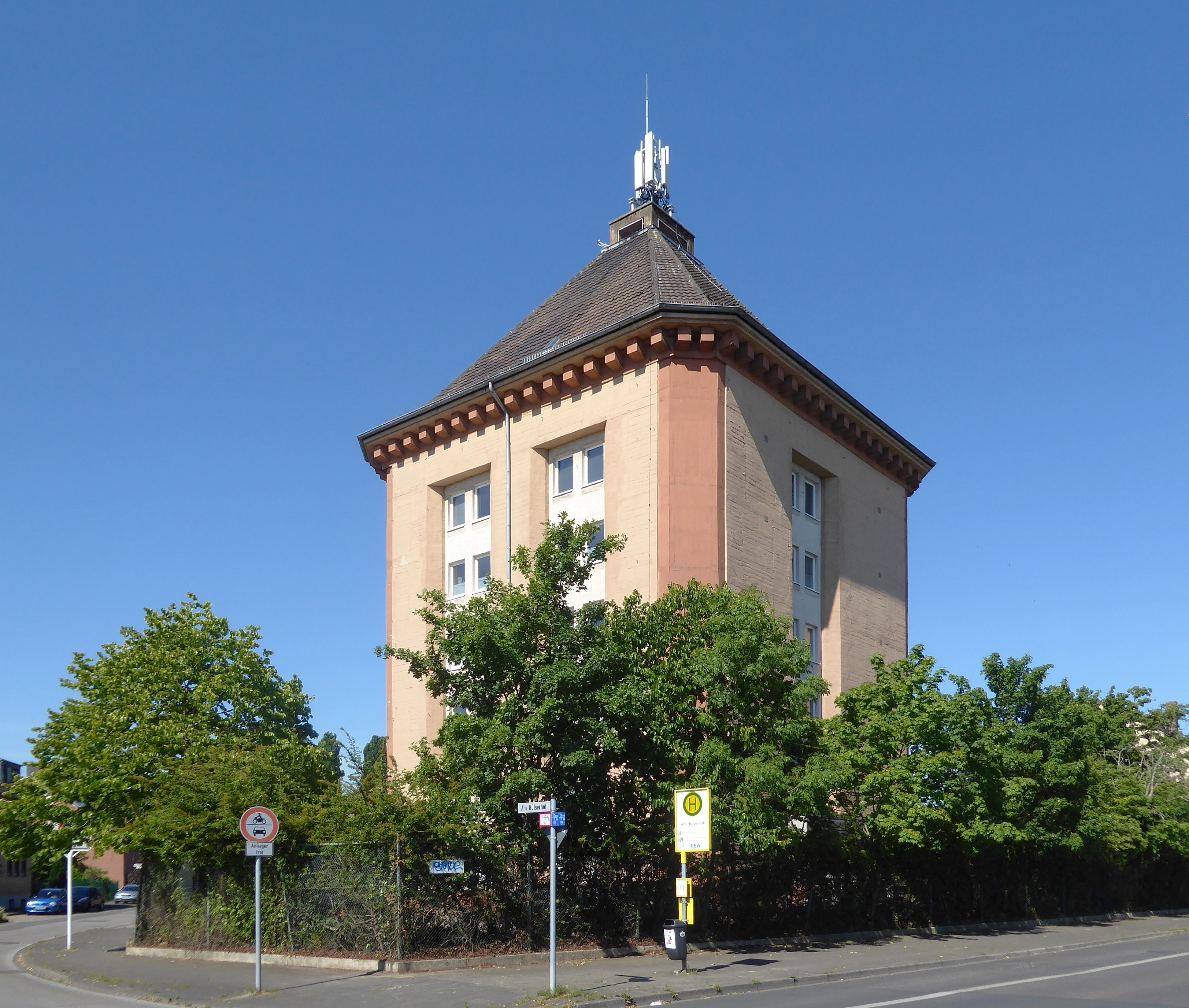
Der denkmalgeschützte Hochbunker in Lürrip

Im Juli 1901 wurde der „Turnerschaft Lürrip 1901 e.V.“ gegründet, dessen Vereinsheim auf der Sportanlage am Weiersweg 22 zu finden ist. Neben Turnen bietet der Verein auch weitere Sportarten wie Tennis, Handball oder Volleyball an. In direkter Nachbarschaft, am Weiersweg 20, ist der 1910 gegründete „Mönchengladbacher Sportverein 1910 e.V.“ beheimatet. Der Fußballverein wird oft als „SV Lürrip“ bezeichnet und spielt aktuell in der Kreisliga A. Beide Vereine liegen im heutigen Ortsteil Uedding und knapp nördlich von Lürrip.
Umbaumaßnahmen am Rheydter Schloss führten dazu, dass das dritte Ritterfest Mönchengladbach im Jahr 2023 in den Park an der Zeppelinstraße in Lürrip verlegt wurde.
Donnerstags findet am Pfarrheim St. Maria Empfängnis der Wochenmarkt statt.
Neben mehreren Spielplätzen in Lürrip befindet sich südöstlich der S-Bahn-Station eine Paintballanlage. An der östlichen Grenze Lürrips mündet der Gladbach in die Niers.

## Verkehr
Der S-Bahn-Halt Mönchengladbach-Lürrip ist unweit des Gladbachs und wird von der S8 bedient. Stadtauswärts fährt die Bahn über Neuss und Düsseldorf nach Wuppertal-Oberbarmen, stadteinwärts zum Mönchengladbacher Hbf.
Durch den Ortsteil Lürrip fahren die von der NEW betriebenen Busse der Linien 005, 007, 017, 029, 035 und NE1.
Am Lehmkuhlenweg und an der S-Bahn-Station Lürrip sind Ladesäulenstandorte.